# جورج مکنزی، دومین ارل سیفورث
جورج مکنزی، دومین ارل سیفورث (انگلیسی: George Mackenzie, 2nd Earl of Seaforth; ۱ ژانویهٔ ۱۶۰۸ – ۱ ژانویهٔ ۱۶۵۱) نظامی و سیاستمدار اهل اسکاتلند بود.